# Lamport Stadium
Lamport Stadium é um estádio localizado em Toronto, Ontário, Canadá, possui capacidade total para 9.600 pessoas, é a casa do time de rugby union Toronto Arrows, do time de rugby league Toronto Wolfpack e serve como campo de treinamento do time de futebol canadense Toronto Argonauts, foi inaugurado em 1975.